# Mino (provincie)

Mapa japonských provincií se zvýrazněnou provincií Mino

Provincie Mino (japonsky: 美濃国; Mino no kuni) byla stará japonská provincie rozkládající se na území jižní části dnešní prefektury Gifu. Byla rovněž nazývána Nóšú (濃州). Mino hraničila s provinciemi Ečizen, Hida, Ise, Mikawa, Ómi, Owari a Šinano.
I když se staré hlavní provinční město nacházelo nedaleko Tarui, hlavním hradním městem bylo Gifu.

## Historie
V roce 713 (6. rok éry Wadó) byla cesta vedoucí přes Mino a Šinano rozšířena, aby mohla pojmout rostoucí počet cestujících.
Během období Sengoku byla Mino jednou z provincií, které původně ovládal Nobunaga Oda a jeho dědicové jí vládli i po převzetí moci Hidejošim Tojotomim.
Bitva u Sekigahary se odehrála na západním okraji Mino nedaleko hor, které rozdělují regiony Čúbu a Kinki.